# Tháng 7 năm 2006
Trang này liệt kê những sự kiện quan trọng vào tháng 7 năm 2006.

## Thứ bảy, ngày1 tháng 7
- Israel tấn công văn phòng của Thủ tướng Palestine Ismail Haniya trong Hành quân Summer Rains tại Dải Gaza.
- Đường xe lửa Thanh Hải – Tây Tạng, nối Tây Tạng với tỉnh Thanh Hải (Trung Quốc), khởi đầu trên đường cao nhất của thế giới.

## Thứ hai, ngày3 tháng 7
- Cuộc bầu cử Tổng thống México giữa Felipe Calderón và Andrés Manuel López Obrador cần đếm phiếu lại.

## Thứ ba, ngày4 tháng 7
- Tàu vũ trụ Discovery được phóng lên thành công từ mũi Canaveral (Florida), nó có nhiệm vụ tới Trạm Vũ trụ Quốc tế.
- CHDCND Triều Tiên phóng thử một số tên lửa tầm xa, bao gồm hai tên lửa Taepodong-2, khiến dư luận quốc tế sôi sục.

## Thứ năm, ngày6 tháng 7
- Felipe Calderón thắng cử chính thức để trở thành tân Tổng thống México, nhưng đối thủ Andrés Manuel López Obrador sẽ khiếu nại kết quả.
- Đèo Nathu La giữa Ấn Độ và Cộng hòa Nhân dân Trung Hoa được mở lại để buôn bán, 44 năm sau khi nó bị đóng trong Chiến tranh Trung-Ấn.
- Để tìm những phần bị hư, tàu vũ trụ Discovery quay 360° trước khi đáp vào Trạm Vũ trụ Quốc tế trong phi vụ STS-121.

## Thứ bảy, ngày8 tháng 7
- Jarosław Kaczyński, anh sinh đôi của Tổng thống Lech Kaczyński, được đề cử làm Thủ tướng kế nhiệm của Ba Lan.
- Sau những tuần náo động, José Ramos Horta được bổ nhiệm làm Thủ tướng Đông Timor bởi Tổng thống Xanana Gusmão.
- Lần đầu tiên trong lịch sử, chiếc máy bay cánh chim được bay chỉ dùng sức của người lái ở Toronto (Canada) do các nhà khoa học về không gian vũ trụ tại Đại học Toronto. Toronto Star

## Chủ nhật, ngày9 tháng 7
- Trong trận chung kết của Giải vô địch bóng đá thế giới 2006 tại Sân vận động Olympic (Berlin), Ý thắng Pháp 1–1 (sút phạt đền: 5–3) và đoạt Cúp Jules Rimet.
- Tại đảo Wheeler, bang Orissa, Ấn Độ thử tên lửa đạn đạo thành công có khả năng mang đầu đạn hạt nhân Agni III, tầm bắn hơn 3.000 km.
- Máy bay Airbus A-310 gặp tai nạn ở Nga khi hạ cánh có 122 người chết và 53 người bị thương.

## Thứ hai, ngày10 tháng 7
- Trong Chiến tranh Chechnya thứ 2, lãnh tụ du kích Chechnya Shamil Basayev bị hạ sát ở Ingushetia (Nga).

## Thứ ba, ngày11 tháng 7
- Bảy vụ nổ bom xảy ra tại hệ thống xe lửa của thành phố Bombay (Ấn Độ) làm ít nhất 200 người thiệt mạng và 300 người khác bị thương.

## Thứ năm, ngày13 tháng 7
- Quân lực Israel mở cuộc tấn công ở Liban để trả thù Hezbollah bắt hai lính Israel.

## Thứ sáu, ngày14 tháng 7
- Tòa án Thể thao Ý ra phán quyết trừng phạt bốn câu lạc bộ bóng đá gồm Juventus, Fiorentina, SS Lazio và A.C. Milan vì móc ngoặc và mua chuộc trọng tài.

## Thứ bảy, ngày15 tháng 7
- Hội nghị thượng đỉnh các nước công nghiệp phát triển G8 thứ 32 khai mạc tại Sankt-Peterburg (Nga).
- Hội đồng Bảo an Liên Hợp Quốc ra nghị quyết trừng phạt CHDCND Triều Tiên vì các vụ thử tên lửa hồi đầu tháng.

## Thứ sáu, ngày21 tháng 7
- Cựu tư lệnh Khmer Đỏ Ta Mok qua đời trong bệnh viện quân đội tại Phnom Penh (Campuchia) trong khi đang chờ ra tòa năm 2007 vì tội ác chống lại loài người.

## Thứ bảy, ngày22 tháng 7
- Xung đột giữa Israel và Liban xảy ra tiếp, cả lính và thường dân hai bên bị thương nặng nề; trong khi các nước khác vội vàng sơ tán kiều dân, Liên Hợp Quốc báo về khủng hoảng tị nạn tại Liban.

## Chủ nhật, ngày23 tháng 7
- Vận động viên xe đạp Floyd Landis thắng Tour de France năm 2006.

## Thứ năm, ngày27 tháng 7
- Nhà vô địch Tour de France năm 2006 Floyd Landis không vượt qua vụ thử doping lần thứ nhất (mẫu A). Eurosport

## Thứ sáu, ngày28 tháng 7
- Một tàu chìm ở biển Baltic được nhận ra là Graf Zeppelin, tàu sân bay duy nhất của Hải quân Đức trong thời Đức Quốc xã.

## Chủ nhật, ngày30 tháng 7
- Israel tạm ngừng không kích Liban sau khi ném bom thảm sát hơn 54 dân thường tại Qana ở miền Nam Liban.
- CHDC Congo tổ chức bầu cử đa đảng lần đầu tiên kể từ năm 1960 dưới sự đảm bảo của lực lượng gìn giữ hoà bình Liên Hợp Quốc.
- Justin Gatlin, đương kim vô địch thế giới và Olympic cự ly 100 m, thừa nhận đã bị phát hiện chất testosteron trong cơ thể.